# Llista d'Elo de la FIDE
La llista FIDE inclou jugadors d'escacs que, mitjançant el sistema de puntuació Elo, superin els 1401 punts. La llista és publicada periòdicament per la Federació Internacional d'escacs (FIDE), que és l'ens que organitza les competicions internacionals d'escacs, des de 1970. A intervals regulars, la FIDE publica una llista amb la posició mundial dels millors jugadors del món, classificats segons el seu Elo, així com el rànquing dels 100 millors jugadors mundials en actiu. La llista, publicada des dels 1970, va començar essent bianual (amb edicions el gener i el juliol de cada any), però ha anat incrementant la seva periodicitat fins a l'actualitat, en què s'edita mensualment.
El primer líder de la classificació Elo FIDE fou el Campió del Món Bobby Fischer.

## Rànquings actuals

### Rànquing absolut
El Top-20 mundial a la llista d'Elo de la FIDE del novembre de 2024 és el següent:
| Rànquing | Jugador                | Ràting |
| -------- | ---------------------- | ------ |
| 1        | Magnus Carlsen         | 2831   |
| 2        | Fabiano Caruana        | 2805   |
| 3        | Hikaru Nakamura        | 2802   |
| 4        | Arjun Erigaisi         | 2799   |
| 5        | Gukesh Dommaraju       | 2783   |
| 6        | Nodirbek Abdusattorov  | 2777   |
| 7        | Alireza Firouzja       | 2763   |
| 8        | Ian Nepómniasxi        | 2755   |
| 9        | Wei Yi                 | 2753   |
| 10       | Viswanathan Anand      | 2750   |
| 11       | Wesley So              | 2747   |
| 12       | Leinier Dominguez      | 2741   |
| 13       | Jan-Krzysztof Duda     | 2740   |
| 14       | Levon Aronian          | 2739   |
| 15       | Vidit Santosh Gujrathi | 2739   |
| 16       | Quang Liem Le          | 2739   |
| 17       | Shakhriyar Mamedyarov  | 2738   |
| 18       | R Praggnanandhaa       | 2737   |
| 19       | Maxime Vachier-Lagrave | 2737   |
| 20       | Hans Niemann           | 2734   |

### Rànquing femení
Les dones poden, voluntàriament, jugar les mateixes competicions que els homes, i formen part de la mateixa llista de rànquings. Les 20 primeres posicions a la llista d'Elo femenina del novembre de 2024 són les següents:
| Lloc | Jugadora                  | Ràting |
| ---- | ------------------------- | ------ |
| 1    | Hou Yifan                 | 2633   |
| 2    | Ju Wenjun                 | 2563   |
| 3    | Tan Zhongyi               | 2551   |
| 4    | Lei Tingjie               | 2549   |
| 5    | Koneru Humpy              | 2530   |
| 6    | Aleksandra Goriàtxkina    | 2528   |
| 7    | Katerina Lahnò            | 2527   |
| 8    | Nana Dzagnidze            | 2518   |
| 9    | Anna Muzitxuk             | 2515   |
| 10   | Zhu Jiner                 | 2514   |
| 11   | Maria Muzitxuk            | 2505   |
| 12   | Polina Shuvalova          | 2495   |
| 13   | Divya Deshmukh            | 2493   |
| 14   | Harika Dronavalli         | 2493   |
| 15   | Alina Kashlinskaya        | 2493   |
| 16   | Vaishali Rameshbabu       | 2490   |
| 17   | Bibisara Assaubayeva      | 2488   |
| 18   | Alexandra Kosteniuk       | 2487   |
| 19   | Nino Batsiashvili         | 2476   |
| 20   | Sarasadat Khademalsharieh | 2458   |

### Rànquing júnior masculí
El Top 20 del novembre de 2024 pels júniors (jugadors menors de 21 anys) és el següent:
| Rànquing | Jugador               | Ràting |
| -------- | --------------------- | ------ |
| 1        | Gukesh Dommaraju      | 2794   |
| 2        | Nodirbek Abdusattorov | 2783   |
| 3        | R Praggnanandhaa      | 2746   |
| 4        | Vincent Keymer        | 2721   |
| 5        | Javokhir Sindarov     | 2668   |
| 6        | Nihal Sarin           | 2668   |
| 7        | Raunak Sadhwani       | 2659   |
| 8        | Frederik Svane        | 2655   |
| 9        | Jonas Buhl Bjerre     | 2650   |
| 10       | Volodar Murzin        | 2648   |
| 11       | Aydin Suleymanli      | 2637   |
| 12       | Abhimanyu Mishra      | 2630   |
| 13       | Ediz Gurel            | 2625   |
| 14       | Leon Luke Mendonca    | 2622   |
| 15       | Bardiya Daneshvar     | 2613   |
| 16       | Pranav V              | 2609   |
| 17       | Daniel Dardha         | 2604   |
| 18       | Yagiz Kaan Erdogmus   | 2601   |
| 19       | Marc'Andria Maurizzi  | 2594   |
| 20       | Christopher Yoo       | 2590   |

### Rànquing júnior femení
El Top 20 del novembre de 2024 per les jugadores júniors (menors de 21 anys) és el següent:

| Rànquing | Jugadora                   | Ràting |
| -------- | -------------------------- | ------ |
| 1        | Divya Deshmukh             | 2501   |
| 2        | Bibisara Assaubayeva       | 2487   |
| 3        | Lu Miaoyi                  | 2441   |
| 4        | Leya Garifullina           | 2438   |
| 5        | Zsoka Gaal                 | 2398   |
| 6        | Alice Lee                  | 2395   |
| 7        | Song Yuxin                 | 2384   |
| 8        | Meruert Kamalidenova       | 2378   |
| 9        | Velpula Sarayu             | 2370   |
| 10       | Alua Nurman                | 2357   |
| 11       | Savitha Shri B             | 2348   |
| 12       | Xeniya Balabayeva          | 2335   |
| 13       | Eline Roebers              | 2331   |
| 14       | Afruza Khamdamova          | 2330   |
| 15       | Laysa Latifah              | 2330   |
| 16       | Mariam Mkrtchyan           | 2325   |
| 17       | Martyna Starosta           | 2325   |
| 18       | Liya Kurmangaliyeva        | 2324   |
| 19       | Rakshitta Ravi             | 2322   |
| 20       | Yelyzaveta Hrebenshchykova | 2311   |

## Font
- FIDE official website: top 100 active players. (anglès)
- FIDE official website: top 100 women. (anglès)
- FIDE official website: top 20 juniors. (anglès)